# 빌라 파크
빌라 파크(Villa Park)는 잉글랜드 버밍엄의 애스턴 지역에 위치한 축구 경기장이다. 이 경기장은 1897년부터 애스턴 빌라의 홈구장으로 이용되어 왔다. 빌라 파크는 UEFA에서 정한 4성급 경기장으로, 잉글랜드의 성인 수준의 국제경기를 개최할 수 있다. 최초의 국제 경기는 1899년에 있었고, 최근의 경기는 2005년에 있었다. 빌라 파크는 다른 3세기 동안에 국제 경기를 유치한 최초의 잉글랜드 경기장이 되었다.
애스턴 빌라는 이전에 1874년부터 1876년까지는 애스턴 파크에서 경기를 하였고, 1876년부터 1897년까지는 페리 파크에서 경기를 해왔다. 1897년부터 빌라 파크를 홈구장으로 사용해 왔는데, 이 빌라 파크는 FA컵 역사상 가장 많은 준결승을 치른 곳으로, 총 55회의 준결승전이 열렸다. 현재의 경기장은 홀트 엔드(Holte End), 트리니티 로드 스탠드(Trinity Road Stand), 노스 스탠드(North Stand), 덕 엘리스 스탠드(Doug Ellis Stand)의 네 개 스탠드로 구성되어 있으며, 클럽은 노스 스탠드의 확장 허가를 계획중에 있는데 이것은 노스 스탠드의 양쪽 코너사이드를 채우는 것과 연관되어 있다. 만약 확장이 되어서 완성된다면, 빌라 파크의 수용인원은 42,640명에서 약 50,000명으로 늘어나게 될 것이다.

## 역사
빌라 파크는 1897년에 개장하였고, 공사비용은 16,400파운드가 들었다. 이 경기장은 처음에는 애스턴 로워 그라운드(Aston Lower Grounds)라는 공식 명칭을 가지고 있었고, 이는 쟈코비안 스타일의 웅장한 맨션인 애스턴 홀 지역에 있었다. 이 지역은 과거에 빅토리아 시대의 놀이공원으로 이용되었고, 애스턴 홀 소유의 양어장과 가정용 채소밭으로 이루어져 있었다. 운동장은 처음에 7.3m넓이의 콘크리스 사이클 트랙과 분석(噴石)을 깐 달리기트랙으로 둘러싸여 있었다. 처음에 지어졌을 때, 경기장은 40,000명의 관중을 수용할 수 있었는데, 대부분은 서서 관람해야 했다. 이 경기장에서의 첫 번째 경기는 1897년 4월 17일에 열린 블랙번 로버스와의 친선경기였다. 그로부터 1주일 후에 애스턴 빌라는 리그와 FA컵을 동시어ㅣ 우승하는 "더블"을 이룩하였다.
1911년에 애스턴 빌라는 땅을 사서, 사무실 건물과 자동차 주차장 등등을 만들었다. 그러던 중 제1차 세계 대전으로 인하여 잠시 중단되었다가, 1914년에 달리기트랙이 사라지고, 트리니티 로드 스탠드의 공사와 그라운드의 직사각형화가 진행되었다. 이것이 완성된 것은 1922년으로, 이 당시 트리니티 로드 스탠드는 스테인드글라스 창문과 이탈리아의 모자이크를 비롯하여 넓은 층계를 가지고 있는 영국 내에서 가장 큰 스탠드 중의 하나였다. 몇몇 해설자들은 이것은 건축가인 아치볼드 리치의 걸작이라고 여겼다. 이는 "축구의 세인트팽크라스(매우 아름다운 영국 교회)"라고 1960년의 선데이 타임즈가 묘사하기도 했다.
1958년에 조명기구가 처음으로 설치되었고, 그해 11월에 허트 오브 미들로디언과의 친선경기에서 처음으로 사용되었다. 40,000파운드가 든 홀트 엔드는 1962년까지 커버로 덮여있지 않았고, 위튼 레인 스탠드의 오래된 둥근 지붕이 1964년에 경사진 평평한 지붕으로 바뀌었다. 빌라 파크는 FIFA에 의해 1966년 FIFA 월드컵 경기 세 경기를 개최하게 되었다. 이러한 상황 때문에 위튼 레인 스탠드는 모두 좌석으로 바뀌었고, 경기장은 3야드 더 늘어나게 되었다. 1977년 2월에 새롭게 노스 스탠드 특유의 "AV" 형태의 좌석 배치와 임원석 공사가 시작되었다. 이것의 디자인과 시설은 그 당시 매우 획기적이었지만, 완성에 든 비용은 스캔들을 야기했다. 공사에 든 돈 중 725,000파운드가 장부에 기재되지 않은 것이었다. 그 결과 애스턴 빌라는 빚더미에 올라앉게 되었다.
1990년대 중반에 위튼 레인 스탠드는 덕 엘리스 스탠드로 명칭이 변경되었다. 이 변화는 몇몇 서포터들사이에서 무척이나 놀라운 일이었는데, 당사자인 덕 엘리스는 일이 일어난 뒤에야 알게 되었고 이전에는 몰랐다고 말했다. 많은 빌라 팬들은 오늘날까지도 "위튼 레인"이라고 부르며 변화를 인정하지 않았다. 그와 비슷한 시기에 빌라 파크는 모든 자리가 좌석으로 교체되었다. 1996년 6월에, 지면 난방시스템이 도입되었다. 오래된 트리니티 로드 스탠드는 2001년에 헐어 버리고, 더 크고 현대식의 스탠드로 바꾸면서 빌라 파크의 수용인원이 39,999명에서 42,640명으로 늘게 되었다. 이 스탠드는 2001년 11월에 공식적으로 개방되었는데, 이는 이전의 스탠드가 개방된 지 77년 지난 후였다.

## 구조와 시설
빌라 파크는 42,640명을 네개의 스탠드에 분할 수용할 수 있다. 이 네개의 스탠드인 홀트 엔드 스탠드는 남쪽, 트리니티 로드 스탠드는 서쪽, 덕 엘리스 스탠드는 동쪽, 노스 스탠드는 북쪽을 향해 있다. 홀트 엔드는 두 층으로 되어 있는데, 13,500명을 수용할 수 있다.
위튼 엔드로 더 잘 알려진 노스 스탠드는 1970년대 후반에 만들어졌는데, 빌라 파크의 스탠드 가운데 가장 오래된 스탠드이다. 역시 두층으로 이루어져 있는데, 관리석이 가운데를 가로지르고 있다. 2012년 하계 올림픽을 위해 새로운 스탠드를 짓는 걸 승인하는 계획이 구상되고 있다. 클럽 샵은 경기장의 노스 스탠드 끝에 위치해 있다.
이전에는 위튼 레인 스탠드로 알려진, 덕 엘리스 스탠드는 두 층으로 되어 있는데, 관리석이 가운데를 나누고 있다. 덕 엘리스 스탠드의 반대편인 트리니티 로드 스탠드는 빌라 파크에서 가장 현대적인 스탠드이다. 여기는 세 층으로 구성되어 있고, 관리석이 2층과 3층 사이를 지나고 있다.